# Ђорче Петров
Ђорче Петров (рођен 2. априла 1865. у Прилепу, а умро је 28. јуна 1921. у Софији) био је револуционар, један од лидера македоно-одринског (једренског) револуционарног покрета.

## Биографија
Основну школу завршио је у Прилепу, а даље школовање наставља у мушкој средњој школи у Солуну. Након тога уписује Гимназију у Пловдиву, главном граду Источне Румелије. Овде се придружује  Тајном Централном Револуционарном Одбору основаном 1885. године. Циљ одбора био је да стекне аутономију за регион Македоније (Западна Румелија), али је важну улогу имао и организацији Унификације Бугарске и Источне Румелије. Након тога, Петров је радио као наставник у различитим градовима Македоније. Био је учесник у револуционарној кампањи у Македонији, као и на Солунском конгресу македоно-одринских револуционарних комитета (МАРЦ) 1896..
Био је међу ауторима нове повеље и правила организације, које је написао са Гоцетом Делчевим.
Петров је био представник Страног одбора МЈРЦ / УМЈРО у Софији 1897-1901. Није одобрио коначно избијање устанака на Илиндан, (св. Илија) 2. августа 1903. године, био је део водећег тима. Устанак је био неуспешан, али је Петров наставио своје учешће у ИМАРО-у. Неуспех устанка је прерастао у ривалство између различитих фракција македонског револуционарног покрета. Левичарска фракција и Петров су се противили бугарском национализму, док се фракција централисте ИМАРО-а приближавала томе. Ђорче Петров је поново био укључен у представништво емиграната у Софији 1905-1908. Након револуције младих Турака из 1908. године Петров је заједно са писцем Антоном Страшимиром уредио часопис "Културно јединство", који је објављен у Солуну. Нови Централни Комитет ИМАРО-а је формиран 1911. године и фракција централиста стекла је потпуну контролу над организацијом.
Ђорче Петров је био председник редовног регионалног комитета у Битољу На крају рата био је један од иницијатора формирања нове левичарске организације под називом Привремена презентација бившег удружења револуционарне организације. Ова влада је поставила задатак да брани ставове у Македонији на Париској Мировној Конференцији (1919-1920).

### Смрт
Петрова је убио УМРО-атентатор у јуну 1921. године у Софији. Убиство Ђорче Петрова компликовало је односе између УМРО-а и бугарске владе и изазвало значајне неслагања у македонском покрету.
Како би се поштовало његово име, предграђе Скопља названо је Ђорче Петров, или се обично кратко спомиње само као Ђорче. Предграђе је једна од десет општина у Скопљу, главном граду Северне Македоније.